# Contrato individual de trabajo en España
El contrato individual de trabajo en España está regulado por Estatuto de los Trabajadores. Contempla todas las situaciones en las que una persona física denominada parte trabajadora se obliga a prestar servicios personales para una persona física o jurídica denominada empleador bajo la dependencia y subordinación de este quien, a su vez, se obliga a pagar por estos servicios una remuneración determinada. Se distingue del contrato colectivo de trabajo.

## Obligaciones que impone el contrato de trabajo
Las obligaciones principales son: para el trabajador la prestación del trabajo bajo dependencia y subordinación, y para el empleador el pago de la remuneración. Existen también otras obligaciones adicionales tanto para una como para la otra parte.

### Obligaciones para el trabajador
En general, sin considerar las particularidades una de cada ordenamiento jurídico, pueden resumirse de la siguiente manera:
- Prestar servicios personales. Que sean personales significa que debe hacerlo por sí mismo, sin posibilidad de enviar a un sustituto en su lugar. Esto, debido a que el empleador celebra el contrato en atención a las características físicas, intelectuales o psicológicas de la persona misma del trabajador, y no de acuerdo al patrimonio que este tenga (cual es el caso, por ejemplo, de los contratos comerciales)

- Prestar a estos bajo dependencia y subordinación. El elemento característico del contrato de trabajo es la dependencia del trabajador con respecto al empleador, que lo diferencia, por ejemplo, del contrato de locación de obra y del contrato de locación de servicios, en los cuales la obra o el servicio son ejecutados sin dicha dependencia. La relación de dependencia se expresa en varios aspectos. La dependencia económica está dada por la circunstancia de que, en general, la remuneración es indispensable al trabajador para satisfacer sus necesidades primarias de vida, así como también en que el empleador es quien tiene la propiedad o disponibilidad de los medios materiales necesarios para la prestación de los servicios. La dependencia técnica se expresa en que, en general, el empleador es quien dispone, en forma directa o a través de los servicios de otros trabajadores, del conocimiento técnico relativo a la ejecución del trabajo. Finalmente, el aspecto más importante es la dependencia jurídica, que consiste en la potestad que tiene el empleador de dar órdenes al trabajador dentro de los límites legales y contractuales, y la obligación del trabajador de cumplirlas.

- Cumplir con los lugares y tiempos estipulados para trabajar. Esto significa apegarse a un horario preestablecido (en términos particulares en el contrato, o generales en la reglamentación de la empresa del empleador), y hacerlo en el lugar al cual se le destine. Este lugar puede encontrarse dentro de la sede del empleador (en la mayoría de los casos), fuera de ella (como por ejemplo el trabajo de los conductores de vehículos o de los viajantes o corredores) e incluso en el domicilio del propio trabajador (caso del trabajo a domicilio o de nuevas modalidades como, por ejemplo, el teletrabajo).

- Ceñirse a la reglamentación interna de la empresa. Si el empleador ha fijado algunas reglas al interior de la empresa, que regulan el comportamiento y manera de trabajar que se deben observar en su interior, entonces el trabajador debe ceñirse a estas. Como contrapartida, algunas legislaciones ofrecen la posibilidad de que el trabajador influya de alguna manera en la fijación de esta reglamentación interna, o bien que esta pueda ser objeto de negociación colectiva a través de los sindicatos

### Obligaciones para el empleador
En general, y salvando las peculiaridades propias de cada ordenamiento legal, son las siguientes:
- Pagar la remuneración. Pagar un salario por los servicios prestados por el trabajador, es la obligación básica del empleador. Para cumplir con ella, debe hacerlo además en el tiempo y forma convenidos, el que debe ceñirse a la reglamentación legal correspondiente.
- De igualdad de trato (no discriminación). El empleador no puede hacer diferencias entre sus empleados por motivos de raza, religión, nacionalidad, sexo y edad. Algunas legislaciones amplían las restricciones.
- Cumplir obligaciones anexas al contrato de trabajo. Por el hecho del contrato de trabajo, el empleador se constituye frente a terceros en agente de retención por obligaciones que el trabajador contrae ante ciertas instituciones por el hecho de ser tal. Estas instituciones pueden ser de carácter previsional (el empleador debe pagar los aportes previsionales que estén a cargo del trabajador) o tributario (el empleador debe pagar los impuestos que el trabajador genere con su remuneración, que constituye renta para efectos tributarios).
- Ofrecer la plaza de trabajo. Es la obligación correlativa a la propia del trabajador de prestar servicios en un determinado lugar, siempre y cuando antes haya sido pactado por mutuo acuerdo de las partes. Si es fuera del lugar de residencia del trabajador, el empleador deberá pagar los gastos que de ello deriven tales como, hospedajes, viáticos, alimentos, etc.
- Cumplir con la reglamentación sanitaria laboral. El empleador, como dueño o representante de la empresa, tiene la obligación legal de mantener condiciones saludables de trabajo. Esto implica que debe realizar de su propio bolsillo todos aquellos desembolsos que impliquen mejorar razonablemente la seguridad del lugar de trabajo, así como de obligar a los trabajadores al uso de implementos de protección, pudiendo incluso aplicarle sanciones disciplinarias si se niegan a hacerlo.

## Inicio del contrato individual de trabajo
En general, debido a la condición más desmedrada que tiene el trabajador frente al empleador, se le otorgan ciertas exigencias legales a este contrato, convirtiéndolo en un contrato formal. Por ejemplo, algunas legislaciones exigen que este se escriture, o que se remita copia del mismo a una institución fiscalizadora del Estado (en Argentina este rol lo cumple el Ansés, mientras que en Chile, lo cumple la inspección del trabajo). Si se escritura, entonces el contrato contendrá algunas cláusulas que tendrán su importancia más adelante, en caso de dificultades entre ambas partes. Por ejemplo, la dirección del contrato, o la de prestación de servicios, podría llevar a fijar la competencia judicial de los tribunales del trabajo.

## Término del contrato individual de trabajo
Debido a la importancia social de la actividad laboral y a que el trabajador se encuentra en general en inferioridad de condiciones frente al empleador, la legislación tiende en general a regular las condiciones en las cuales finalizan los contratos de trabajo y las consecuencias que de ello se derivan. El contrato puede terminar por voluntad unilateral del trabajador (renuncia), o del empleador (despido), y tiene su explicación en que el contrato de trabajo presenta una situación asimétrica para las partes (no hay igualdad entre ellas, sino que una está subordinada a la otra), y además porque implica una relación de confianza entre ambas, derivada del hecho de que los servicios prestados por el trabajador son personales y no patrimoniales, representando por tanto un sacrificio mucho mayor para el trabajador, y una apuesta mucho más riesgosa para el empleador que si solo hubiera dinero en juego.

### Sistemas de terminación
En legislación comparada, existen a lo menos tres sistemas diferentes por los cuales puede regularse la terminación del contrato individual de trabajo.
- Libre despido. El empleador es libre para despedir al trabajador cuando lo estime conveniente, incluso sin expresión de causa. Este sistema en general es repudiado por la doctrina, debido a la gran incertidumbre que introduce en el trabajador, al no tener una garantía mínima de que conservará su trabajo el día de mañana, y que incluso puede afectar su productividad.
- Despido regulado. En principio el empleador tiene cierta libertad para despedir al trabajador, pero para hacerlo, debe ceñirse a una serie de exigencias legales (expresión de causa, notificaciones, expedición de comprobantes de pago de obligaciones, etcétera) que garanticen los derechos del trabajador. Es el sistema más aceptado.
- Inmovilidad laboral. El trabajador derechamente no puede ser despedido, terminando el contrato solo por su renuncia o por razones de fuerza mayor (quiebra de la empresa, típicamente), o bien despedirlo implica un procedimiento tan engorroso que es irrealizable en la práctica. Este régimen es más propio de los funcionarios públicos que de la empresa privada, aunque durante la mayor parte del siglo XX se tendió a este sistema, hoy en día cada vez más en desuso por la aplicación de las ideas económicas neoliberales.

### Causales de terminación
En general, las causales de terminación de un contrato individual de trabajo pueden agruparse del siguiente modo:
- Desahucio patronal o despido sin expresión de causa. El empleador, por su propia voluntad, decide poner fin al contrato de trabajo, sin ofrecer mayores justificaciones. En general, esta causal de terminación está asociada a los sistemas de libre despido. Sin embargo, en sistemas más reglamentados pueden encontrarse situaciones en que se permite el desahucio patronal. Típicamente, son estas aquellas en que el trabajador desempeña funciones que pueden catalogarse de "exclusiva confianza" del empleador, como por ejemplo los trabajadores de casa particular, o aquellos que administran bienes del empleador.
- Renuncia del trabajador. El trabajador simplemente renuncia a su propio trabajo. Debido a que el empleador se encuentra en posición más fuerte que el trabajador, no se le hacen tantas exigencias a la renuncia como al despido, a pesar de lo cual varias legislaciones establecen un sistema de avisos y de tiempos de espera, para que el empleador pueda buscar un reemplazante.
- Terminación por causas propias del contrato. El contrato de trabajo llega a su fin por razones que le son propias, sin que intervenga la voluntad de las partes para ponerle término. Por ejemplo, el contrato fue pactado a plazo fijo, y el plazo concluyó. O fue pactado para la realización de una faena determinada, y dicha faena fue completada. O bien la empresa quiebra y se disuelve. O bien el trabajador muere, y por ende no puede seguir prestando servicios que, como dijimos, son de índole personal.
- Terminación por infracción del empleador o despido indirecto. Estas causales son el derecho que tiene el trabajador a considerarse despedido cuando el empleador comete una infracción grave que hace imposible continuar el vínculo. Estas pueden ser tales como falta de pago del salario, de depósito de los aportes patronales, de registro del contrato, discriminación, etcétera.
- Terminación por infracción del trabajador o despido con causa. Estas causales son el derecho que tiene el empleador a poner término al contrato de trabajo, despidiendo al trabajador, en caso de que este realice una infracción grave que hace imposible continuar el vínculo. Generalmente, estas infracciones están tipificadas en la ley, como una manera de proteger al trabajador. Estas pueden ser tales como comportamiento inapropiado al interior de la empresa, hurtos o robos a la misma, sabotaje en sus instalaciones, negligencia inexcusable, no concurrencia al lugar de trabajo o no cumplimiento de los horarios establecidos, etcétera.
- Terminación por necesidades de la empresa. Algunas legislaciones (la chilena, por ejemplo) reconocen el derecho de la empresa a terminar el contrato de trabajo, debido a consideraciones económicas que nada tienen que ver con el trabajador en sí mismo. Por ejemplo, la adquisición de una nueva maquinaria que reemplazará a un grupo de trabajadores acarreará el subsiguiente despido de estos. Esta causal es, de lejos, la más discutida, debido a que deja al trabajador en una virtual indefensión, no pudiendo generalmente cuestionar los motivos que la empresa ha tenido para despedirle.

## Tipos de contratos
A partir del 1 de enero de 2014 los más de cuarenta tipos de formularios diferentes de contratos de trabajo existentes en España han quedado reducidos a cuatro (indefinidos, temporales, en prácticas y de formación). A partir de esa fecha el empresario que contrata a un trabajador tendrá a su disposición cuatro modelos de contrato para presentarlos a la Administración, cada uno de los cuales dispondrá de diferentes variedades, especialmente los indefinidos y los temporales (de estos últimos se mantienen los 26 tipos existentes). El mercado laboral de España es muy injusto debido a la dualidad de contratos laborales, algo que no ocurriría con el contrato único y que hubiera evitado la crisis.

### Indefinidos
En un contrato indefinido no está previsto el momento de la extinción del mismo.

### De duración determinada
También se denominan contratos temporales. Son contratos que hacen flexibles y adecuan las relaciones laborales entre la empresa y el trabajador, ajustándolas en la distribución del tiempo de acuerdo con sus necesidades, siempre en función de una causa o un supósito prefijados. Su duración está establecida en el artículo 15 del Estatuto de los Trabajadores y actualmente estos contratos son los siguientes: contrato de obra o servicio determinado, contrato eventual por necesidades de producción y contrato de interinidad.
Los convenios colectivos son los que fijan el salario de los trabajadores. El salario se compone del sueldo base junto con los complementos.
Aspectos comunes en los contratos de duración determinada
•	Se permite a la negociación colectiva establecer requisitos adicionales dirigidos a prevenir los abusos en la utilización sucesiva de la contratación temporal.
•	Los trabajadores con contratos temporales y de duración determinada tendrán los mismos derechos que los trabajadores con contratos de duración indefinida, sin perjuicio de las particularidades específicas de cada una de las modalidades contractuales.
•	Cuando se atribuya a los trabajadores un derecho en función de una previa antigüedad del trabajador, esta deberá computarse según los mismos criterios para todos los trabajadores, cualquiera que sea su modalidad de contratación.
•	El empresario deberá informar a los trabajadores de la empresa con contratos de duración determinada o temporales, incluidos los contratos formativos, sobre la existencia de puestos de trabajo vacantes, a fin de garantizarles las mismas oportunidades de acceder a puestos permanentes que los demás trabajadores. Esta información podrá facilitarse mediante un anuncio público en un lugar adecuado de la empresa o centro de trabajo o mediante otros medios previstos en la negociación colectiva, que aseguren la transmisión de la información.
•	Los convenios colectivos deberán establecer medidas para facilitar el acceso efectivo de estos trabajadores a la formación profesional continua, a fin de mejorar su cualificación y favorecer su progresión y movilidad profesionales. También podrán establecer criterios objetivos y compromisos de conversión de los contratos de duración determinada o temporales en indefinidos.
•	Además se establece que se presumirán por tiempo indefinido los contratos temporales celebrados en fraude de ley, como puede suceder en el caso de que se contrate sucesivamente a un mismo trabajador mediante contratos temporales por obra o de servicio determinado cuando, en realidad, se pretende mediante sus servicios atender a necesidades permanentes de la empresa. El fraude se entiende cometido cuando amparándose en una norma alguien logra un resultado prohibido o contrario a otra que se trata de eludir.

#### Contrato temporal por obra o servicio
Este tipo de contrato tiene como función la realización de obras o servicios con autonomía respecto a la empresa. La duración no está determinada, sino que está limitada a la duración de la obra o servicio, y se puede realizar tanto a tiempo completo como a tiempo parcial.
•	Formalización: Deberá realizarse por escrito determinando claramente el carácter de la contratación, la obra o servicio a realizar, y la duración de dicho contrato. La comunicación de dichos contratos y de sus posibles prórrogas se realizará en los 10 días hábiles siguientes a su concertación, siendo habitual que se dé previamente de alta en Seguridad Social al trabajador.
•	Extinción: El contrato se extinguirá ante la petición de cualquiera de las partes. En un principio esto debe ser cuando la obra o servicio estipulado sea finalizado. En caso de que el contrato dure más de un año, la parte testificante notificará la finalización del contrato con una antelación mínima de 15 días. A su finalización el trabajador recibirá una indemnización de 8 días de salario por año trabajado.
•	Especiales: La Ley 35/2010 de 17 de septiembre, de medidas urgentes para la reforma del mercado de trabajo, recogió la figura del contrato fijo de obra, desarrollado por el convenio colectivo de la construcción, contrato que no podrá tener una duración superior a 3 años.

#### Contrato temporal por circunstancias de producción
Este tipo de contrato tiene como función atender todos aquellos aspectos circunstanciales de una empresa, aunque deriven de la actividad normal de la empresa. Un ejemplo de esto puede ser la contratación de personal para hacer frente al exceso de pedidos.
La contratación de este tipo se puede realizar, al igual que por obra o servicio, tanto a tiempo parcial como completo. La duración máxima de este tipo de contratos es de seis meses en un periodo de doce meses. Pero ante el carácter de este tipo de contrato, los convenios colectivos tienen mucho que decir sobre la duración del contrato y el periodo en el que se establece.
•	Formalización: Se debe realizar por escrito si la duración del contrato es superior a las cuatro semanas o se contrata a tiempo parcial. De no observarse tal exigencia, el contrato se presumirá celebrado por tiempo indefinido y a jornada completa, salvo prueba en contrario que acredite su naturaleza temporal o el carácter a tiempo parcial de los servicios En el contrato siempre debe quedar clara la causa que lo justifica, el carácter del contrato, el tiempo de duración y el trabajo a desarrollar. La comunicación del contrato, al igual que en el anterior caso, se realizará en los diez días siguientes de su concertación
•	Extinción: La extinción del contrato se establece con la petición de cualquiera de las dos partes finalizada la circunstancia de producción. En caso de que el contrato haya sido formalizado con una duración menor al tiempo máximo permitido, es posible prorrogarlo hasta dicho máximo. A su finalización el trabajador recibirá una indemnización de 8 días de salario por año trabajado.

#### Contrato de interinidad
Este tipo de contratos tiene la finalidad de sustituir a un trabajador durante el tiempo que esté ausente. También se utiliza este contrato para cubrir una plaza mientras se selecciona a la persona que ocupará ese puesto definitivamente. La jornada estipulada para estos contratos es la completa, aunque hay excepciones que deben ser consultadas en el convenio de trabajadores.
- Formalización: Como todos los contratos, este debe formalizarse por escrito y deberá determinar claramente el carácter de la contratación, las circunstancias de las que depende la duración y el trabajo a desarrollar. Además debe ser concertado, al igual que las prórrogas, en los 10 días después de su concertación.
- Extinción: Este tipo de contratos se extingue cuando la causa del origen de estos finaliza, sin indemnización. Es decir, cuando por ejemplo se vuelve a reincorporar el trabajador sustituido o cuando se selecciona definitivamente al trabajador que va a ocupar esa plaza.
- Aquellos contratos de interinidad que tienen establecido la duración máxima de forma convencional, establecen la extinción de la misma manera que los otros dos contratos ya comentados.

#### Contratos formativos
Los contratos formativos son el contrato formativo en alternancia con el trabajo y el contrato formativo para la obtención de la práctica profesional, que sustituyen, respectivamente a contrato para la formación y aprendizaje y al contrato de prácticas.
Contrato formativo en alternancia con el trabajo.
El contrato formativo en alternancia con el trabajo tiene por objeto la cualificación profesional de los trabajadores en un régimen de alternancia de actividad laboral retribuida en una empresa con actividad formativa recibida en el marco del sistema de formación profesional para el empleo o del sistema educativo, compatibilizando la actividad laboral retribuida con los correspondientes procesos formativos en el ámbito de la formación profesional, los estudios universitarios o del Catálogo de especialidades formativas del Sistema Nacional de Empleo
- Deberá formalizarse por escrito
- Se podrá celebrar con trabajadores mayores de 16 años y menores de 30 (podrán celebrarse con menores de 30 años (con excepciones), que carezcan de la cualificación profesional reconocida por el sistema de formación profesional para el empleo o del sistema educativo requerida para concertar un contrato en prácticas para el puesto de trabajo u ocupación objeto del contrato. El límite máximo de edad no será de aplicación cuando el contrato se concierte con personas con discapacidad ni con los colectivos en situación de exclusión social. Se podrán acoger a esta modalidad contractual los trabajadores que cursen formación profesional del sistema educativo.
- La duración mínima del contrato será entre dos meses y un año, si bien mediante convenio colectivo podrá establecerse distintas duraciones del contrato, sin que la duración mínima pueda ser inferior a dos meses ni la máxima de dos años. En el caso de personas con discapacidad se podrá solicitar la ampliación de la duración máxima del contrato. En caso de que el contrato se hubiera concertado por una duración inferior a la máxima legal o convencionalmente establecida, podrá prorrogarse mediante acuerdo de las partes hasta por dos veces, sin que la duración de cada prórroga pueda ser inferior a seis meses y sin que la duración total del contrato pueda exceder la duración máxima de tres años. Expirada la duración máxima del contrato para la formación y el aprendizaje, el trabajador no podrá ser contratado bajo esta modalidad por la misma o distinta empresa, salvo que la formación inherente al nuevo contrato tenga por objeto la obtención de distinta cualificación profesional.
- Los contratos no podrán celebrarse a tiempo parcial. El tiempo de trabajo efectivo, que podrá hacerse compatible con el tiempo dedicado a las actividades formativas, no podrá ser superior al 75% durante el primer año, o al 85%, durante el segundo y tercer año de la jornada máxima prevista en el convenio colectivo o, en su defecto, de la jornada máxima legal. Los trabajadores no podrán realizar horas extraordinarias, tampoco podrán realizar trabajos nocturnos, ni trabajos a turnos.
- No se podrán celebrar contratos para la formación y el aprendizaje cuando el puesto de trabajo correspondiente al contrato haya sido desempeñado con anterioridad por el trabajador en la misma empresa por tiempo superior a seis meses.

contrato formativo para la obtención de la práctica profesional.
El contrato formativo para la obtención de la práctica profesional podrá concertarse con quienes estuvieren en posesión de título universitario o de formación profesional (de grado medio o superior) o títulos oficialmente reconocidos como equivalentes, o de certificado de profesionalidad.
- Formalización: deberá formalizarse por escrito haciendo constar expresamente la titulación del trabajador, la duración del contrato y el puesto de trabajo a desempeñar durante las prácticas.
- Duración y extinción: no podrá ser inferior a seis meses ni exceder de dos años; dentro de estos límites, los Convenios Colectivos de ámbito sectorial podrán determinar la duración del contrato. Si el contrato en prácticas se hubiera concertado por tiempo inferior a dos años, se podrán acordar hasta dos prórrogas, con una duración mínima de seis meses.
- Las transformaciones en contratos indefinidos a tiempo completo o a tiempo parcial, podrá acogerse a bonificaciones.